# Kim Isabu
Kim Isabu (korejski 김이사부; hanja 金異斯夫)  poznat i pod imenom Taejong, je bio velikodostojnik i vojskovođa korejske države Silla u 6. stoljeću. Najpoznatiji je po tome što je pokorio otočku državu Usan-guk. Bio je potomak kralja kralja Naemula.
U doba vladavine kralja Jijeunga je godine 505. imenovan za guvernera (gunju) provincije Siljik (današnji Samcheok). Kada je kasnije imenovan guvernerom oblasti Aseulla (kasnije poznate kao Gangwon) pokrenuo je svoju ekspediciju na Usan-guk.  
Isabu je s vremenom došao na mjesto vrhovnog komandanta vojske države Silla, i na tom mjestu bio od 541. do 562. godine. Pod njime se Silla proširila na teritorije suparničkih država Baekje i Goguryeo, te doprla na sjever do današnjeg Hamgyonga. Također je pod njim osvojena Daegaya, čime je faktički prestala postojati Konfederacija Gaya.